# Campobasso (stad)
Campobasso is de hoofdstad van de Italiaanse regio Molise en van de gelijknamige provincie Campobasso. De stad ligt in Zuid-Italië, ten noordoosten van Napels, op enkele tientallen kilometers afstand van de Adriatische Zee. In 2004 had de stad ongeveer 60.000 inwoners. Campobasso is gelegen in de vallei van Biferno. Rondom de stad liggen de Monti del Matese en de regio Sannio.

## Geschiedenis
De geschiedenis van de stad gaat ongeveer 1300 jaar terug, toen hier een post werd gebouwd op een kruispunt tussen drie "tratturi", paden waarover in de oudheid vee werd vervoerd.
Op 31 oktober 2002 vond er een aardbeving met een kracht van 5,4 op de schaal van Richter plaats bij Campobasso. Hierbij werd het feit dat de bovenste verdieping van een school in de plaats San Giuliano di Puglia instortte, waarbij 30 mensen onder wie scholieren omkwamen, wereldnieuws.

## Klimaat
Campobasso ligt op zo'n 700 meter boven het zeeniveau en is omringd door de Apennijnen. De stad is een van de koudste steden van Zuid-Italië. De temperatuur tussen winter en zomer verschilt tussen 2 °C en 22 °C. De gemiddelde temperatuur ligt slechts op 12 °C. In de winter is het zelfs heel gewoon dat het er sneeuwt, wat eigenlijk heel ongewoon is in Zuid-Italië.

## Demografie
De hoofdstad van de regio Molise telde in november 2008 51.255 voor een oppervlakte van 932 km².

## Bezienswaardigheden
- Kasteel van Monforte uit 1459
- Kathedraal Santissima Trinità
- Oorlogsmonument Eerste Wereldoorlog in het centrum

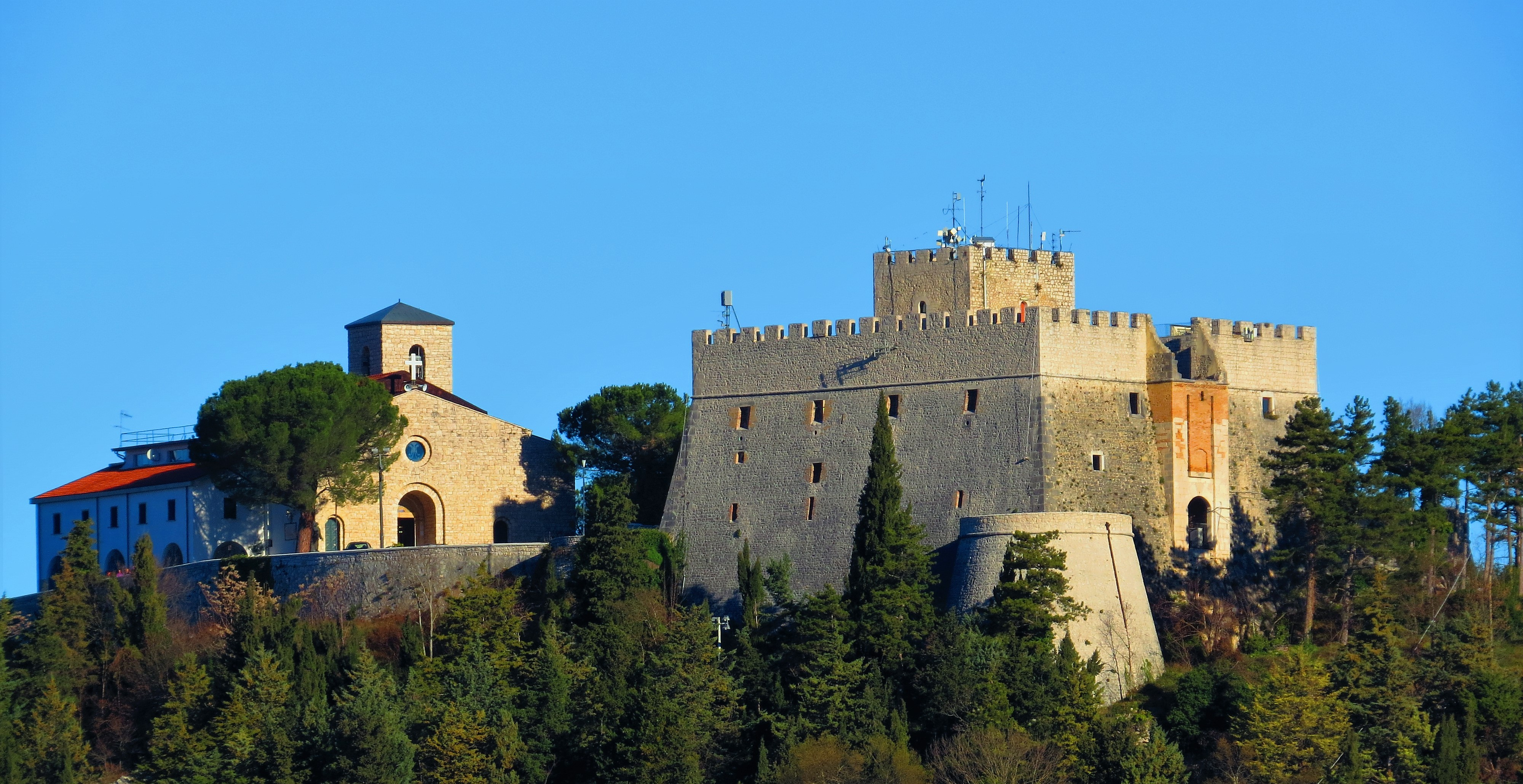
Castello Monforte met de katholieke kerk Santa Maria del Monte

## Partnersteden
- Frontera Hidalgo (Mexico)
- Lezhë (Albanië)
- Ottawa (Canada)
- Vladimir (Rusland)